# Marco Fortes

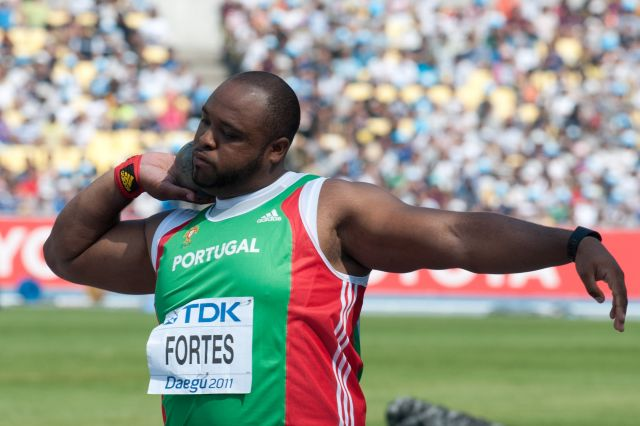
Marco Fortes 2011 in Daegu

Marco Fortes (* 26. September 1982 in Lissabon) ist ein portugiesischer Kugelstoßer.

## Werdegang
Fortes nahm 2000 an den Juniorenweltmeisterschaften teil, konnte sich aber weder im Kugelstoßen noch im Diskuswurf für das Finale qualifizieren, 2001 gewann er die Bronzemedaille im Kugelstoßen bei den Junioreneuropameisterschaften. 2002 stieß er die Kugel 18,76 Meter weit, verbesserte diese Leistung aber erst 2007. 2008 übertraf Fortes mit 20,13 m die 20-Meter-Marke und stellte seinen ersten portugiesischen Landesrekord auf, bei den Olympischen Spielen 2008 schied er mit 18,05 m in der Qualifikation aus. 2010 gewann er die Ibero-Amerikanischen Meisterschaften mit 20,69 m. Bei den Halleneuropameisterschaften 2011 erreichte er den Endkampf und belegte mit 19,83 m den achten Platz. Ein halbes Jahr später belegte Fortes bei den Weltmeisterschaften 2011 in Daegu den sechsten Platz mit 20,83 m. Im März 2012 gewann er in Montenegro den Europacup im Winterwurf und verbesserte den portugiesischen Landesrekord auf 21,02 m.
Fortes ist 1,89 m groß und startet für Benfica Lissabon.

## Portugiesische Meistertitel
- Kugel: Freiluftmeister 2002–2011 und Hallenmeister 2010
- Diskus: 2009, 2011

## Persönliche Bestleistungen
- Kugelstoßen: 21,02 m, 18. März 2012 Bar
  - Halle: 20,91 m, 12. Februar 2012, Pombal
- Diskuswurf: 58,32 m, 26. Juli 2009, Seixal